# Лицар Галевейн (балада)

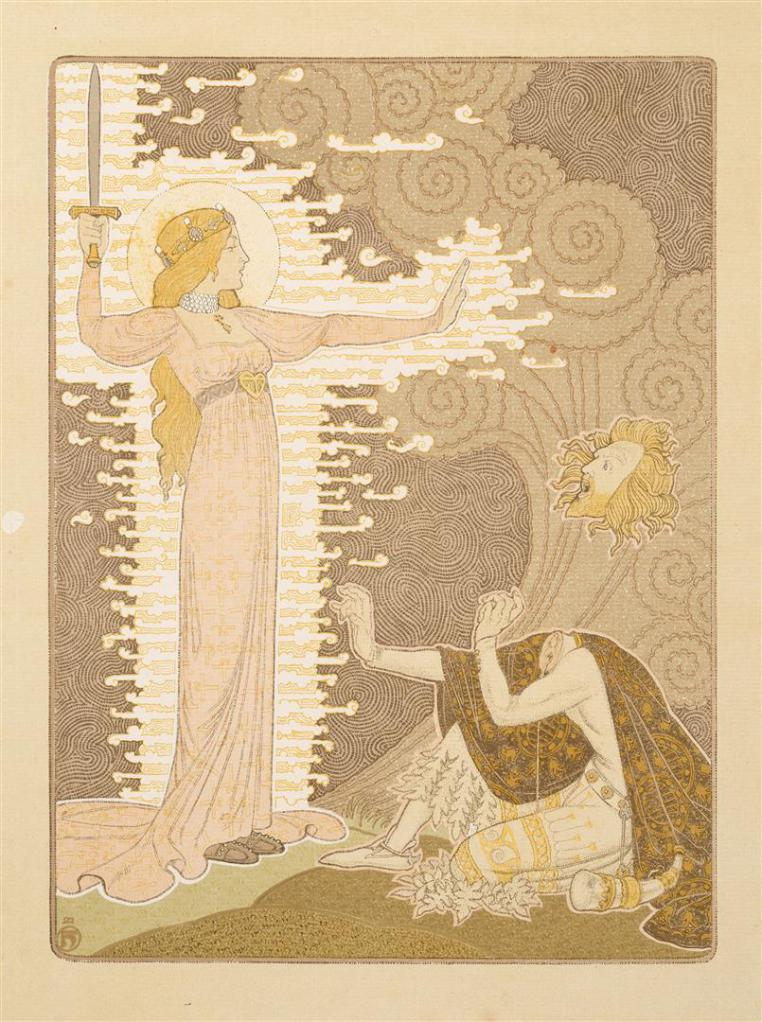
Сцена з пісні лорда Халевейна. Ілюстрація Генрікуса Янсена.

«Баллара про лицаря Галевейна», відома за першою строфою «Пан Галевейн співав пісеньку», Heer Halewijn sang a liedekijn — усна балада нідерландською мовою, яка, ймовірно, походить із Середньовіччя. Балада, у свою чергу, є фінальним сюжетом легенди про лицаря — вбивцю дівчат, популярної у Нідерландах та Бельгії (де героя також можуть звати Галевін — німецько-французька версія імені, або Альберт). Сюжет легенди перекликається з англійською легендою, яка відома за назвами May Colvin and the False Sir John або Lady Isabel and the Elf Knight, а також, можливо, вплив на сюжет легенди про Синю Бороду.

## Зміст
Лицар Галевейн співає спокусливу пісню, яка вже заманила в ліс багатьох дівчат. Балада — лише фінальний сюжет популярної у той час легенди, згідно з якою, Галевейн уклав угоду з дияволом, який розкрив йому рецепт, як той може збільшувати свою силу та повертати молодість: треба вбивати молодих дівчат, а їхні серця прикладати до власного.
Принцеса теж захотіла поїхати до нього. Її батьки і сестра забороняють це робити, тому що звідти ще ніхто не повернувся. Її брат дозволяє їй піти, якщо вона збереже свою честь. Принцеса одягає свій найкращий одяг і їде в ліс на коні.
Ім'я дівчини у більшості версій невідоме; в одній версії (яку використав пізніше Шарль де Костер для повісті «Сір Галевін» своєї збірки «Фламандські легенди») її звуть Махтельд (версія імені Матільда).
Через деякий час вона зустрічає лицаря Галевейна, який веде її на шибеничне поле, де висять мертві тіла жінок, яких той раніше спокусив своєю піснею та вбив. Галевейн глибоко вражений красою принцеси, тому надає їй останню послугу: вона може вибрати, як її вбити. Вона обирає меч (шляхетний спосіб смерті, на відміну від шибениці).
Потім з'ясовується, що це частина трюку, який вона придумала: вона просить, щоб Галевейн зняв свій плащ, щоб він не був забруднений кров'ю незайманої, молодої жінки. Поки лицар Галевейн знімає його, принцеса користується нагодою (пісня припиняється і чари певний час не діють) і відрубує йому голову. Відрубана голова просить її намазати йому шию, а після того — засурмити в ріг на пшеничному полі, щоб його друзі знали, що він мертвий. Принцеса рішуче відмовляє в обох проханнях, адже вона не слухає вбивць. Вона знову сідає на свого коня і їде додому, поклавши голову на коліна. По дорозі вона зустрічає мати Галевейна, і повідомляє їй, що її син мертвий.
Король щасливий, що його дочка повернулася живою. Влаштовується бенкет, на столі лежить відрубана голова.

## Впливи на пісню
Сюжет нагадує легенду про Синю Бороду, або пізнішу реальну історію Ержебет Баторі, але є суттєва відмінність: про злочини Галевейна знали всі навколишні жителі, але жоден з лицарів не зміг його перемогти: Галевейну допомагала сила від сердець вбитих дівчат, а коли та закінчувалася, його захищала спокуслива пісня (тобто щоб його вбити, треба було, щоб не діяв жоден з цих двох чинників).
Мотив з відрубаною головою на столі нагадує історію Івана Хрестителя. Тема «спокусливої пісні, від якої нема захисту» також відома з сюжету сирен з «Одіссеї» та «Лорелеї». Проте є різниця: у цій баладі лицаря Галевейна вдається перемогти.
Під час співу повторюється другий рядок кожної строфи, за винятком випадків, коли строфа складається з трьох рядків, у цьому випадку третій рядок співається на мелодію повтору.
Відомо кілька варіантів цієї пісні, як за текстом, так і за мелодією. Тільки для голландської мови відомо вісімдесят версій; версії пісні існували багатьма мовами Європи. У варіантах з Гронінгена, Фрісландії та Твенте замість Галевейна згадується лицар Альбертс або Ян Альбертс. Схожість цього Альберта з ім'ям Альберіх свідчить про зв'язок з германською міфологією.
Деякі аспекти вказують на кельтське походження. Наприклад, ім'я Галевейн, можливо, етимоголічно пов'язане з Хелловіном, ніччю, коли люди та надприродні фігури збираються разом. Тоді Галевейн фігурує в цій баладі як надприродне або підземне явище, яке вимагає від громади жертви родючості. І це триває, аж поки принцеса, представниця народу, як Аріадна і Тесей в одному образі, перемагає чудовисько і тріумфально повертається (співаючи) до цивілізації. Крім того, відрубана голова, яка все ще говорить, також вказує на кельтське походження.
Ще один мотив також вказує на дуже давнє походження; Галевейн спокушає дівчат своїм голосом, щоб через їхнє вбивство продовжити собі життя. Старий мотив також з'являється в чеському варіанті; там Галевейна слухає королівська дочка, і при цьому робить жест, який передбачає високий ступінь інтимності, але така ситуація на момент виникнення балади вже була, ймовірно, неможливою вже багато століть.

## Знайомства
Датування пісні досить невизначене, але вважається, що вона виникла приблизно в 13 або 14 столітті. Наскільки відомо, вона була вперше записана лише в 19 столітті: приблизно в 1830 році Ян Франс Віллемс переписав її з тексту без автора та опублікував у 1848 році на сторінках 116—119 своєї книги Oude Vlaemsche Songeren (Старі фламандські пісні). Форма, мова і предмет вказують на середньовічне походження.
Серед літературознавців точаться дискусії щодо датування двох останніх рядків. Підозрюють, що вони були додані пізніше, оскільки слово banket у значенні бенкету вживається лише з XVI століття.
Німецькі версії пісні були записані в XVI столітті.

## Адаптації
Існують модерні версії історії:
- Хорал: Heer Halewijn, композитор Віллем Пейпер (Willem Pijper, 1920)
- Опера: Halewijn, автор — також Віллем Пейпер, лібрето — Мартінус Нейгофф (1932–34)
- Повість: Sir Halewyn, автор — Алан Гарнер, у збірці The Guizer: A Book of Fools (1975)
- Повість: Sire Halewyn, автор — Шарль де Костер, у збірці «Фламандські легенди» (1858, французькою мовою)